# Institute for Supply Management
Pour les articles homonymes, voir ISM.
L'Institute for Supply Management (ISM) est une organisation à but non lucratif américaine regroupant les professionnels de la fonction achats et approvisionnement. Elle intervient particulièrement dans le domaine de  l'éducation et de la recherche.
Elle fut fondée en 1913 sous le nom de New York Association of Purchasing Management après une réunion entre acheteurs organisé par  Thomas Register. Elle devint en 1915 la National Association of Purchasing Management. En mai 2001, les adhérents de la NAPM votèrent son changement de nom pour l'appeler désormais Institute for Supply Management.
L'ISM publie la publication mensuelle Inside Supply Management, qui comprend le célèbre indice des achats, le Manufacturing ISM Report on Business ou Indice ISM Manufacturier et depuis juin 1998, le Non-Manufacturing ISM Report on Business.